# Księgi ewidencyjne na rynku dzieł sztuki

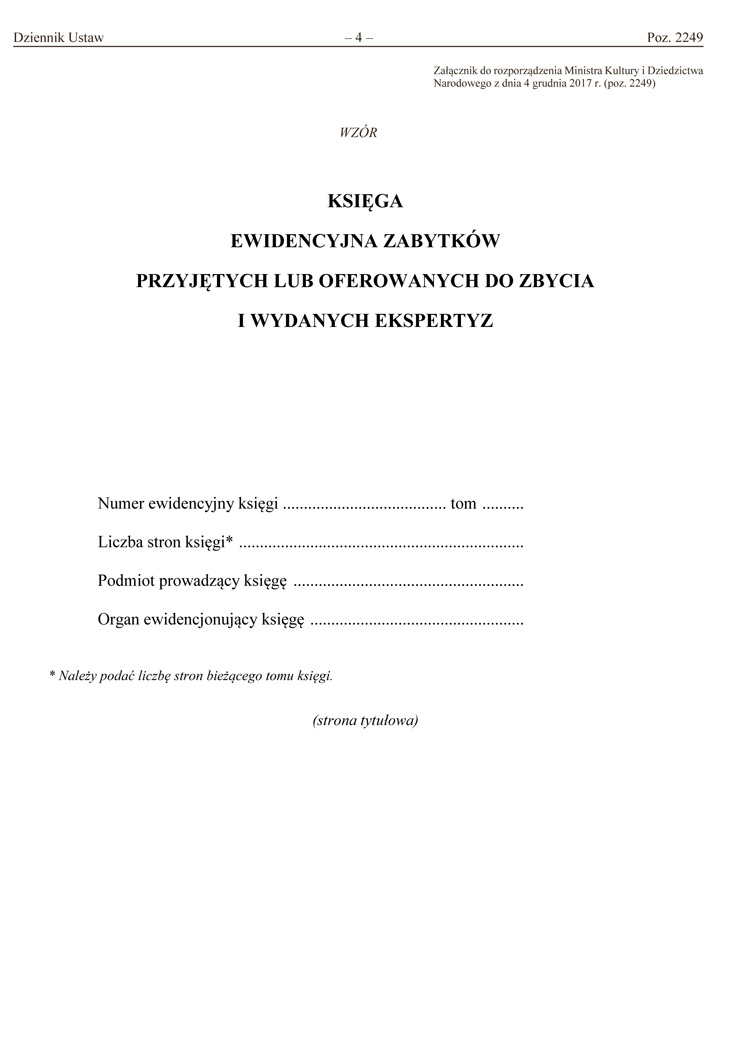

Księga ewidencyjna w obrocie zabytkami – dokument wprowadzony w celu usprawnienia obrotu zabytkami, zapewnienia większego bezpieczeństwa w handlu oraz przeciwdziałania obrotowi dobrami kultury pochodzącymi z nielegalnych źródeł. Obowiązek informacyjny w postaci księgi ewidencyjnej funkcjonuje na mocy ustawy z dnia 23 lipca 2003 r. o ochronie zabytków i opiece nad zabytkami oraz Rozporządzenia Ministra Kultury i Dziedzictwa Narodowego z dnia 5 grudnia 2017 r. w sprawie ksiąg ewidencyjnych prowadzonych przez podmioty gospodarcze wyspecjalizowane w zakresie obrotu zabytkami na terytorium Rzeczypospolitej Polskiej.

## Podmioty objęte obowiązkiem prowadzenia księgi ewidencyjnej
Prowadzenie księgi ewidencyjnej jest obowiązkowe dla wszystkich podmiotów zajmujących się obrotem zabytkami (przy czym muszą one spełniać wymogi definicji zawartej w ustawie o ochronie i opiece nad zabytkami), które przyjmują lub oferują do zbycia zarówno na własną rzecz, jak i na rzecz innych osób, zabytki o wartości przekraczającej 10 tysięcy złotych lub też wydają ekspertyzy dotyczące zabytków, a w szczególności opinie traktujące o datowaniu zabytku oraz jego wycenie.
W praktyce do prowadzenia ksiąg ewidencyjnych są zobligowane głównie domy aukcyjne, antykwariaty i galerie. Podmioty mają obowiązek wpisywania informacji o zbywaniu i nabywaniu zabytków, a także ujawniania wszystkich przeprowadzonych ekspertyz. Ponadto zgodnie z rozporządzeniem z 5 grudnia 2017 r., za każdym razem, gdy zostanie przeprowadzona ekspertyza zabytku, musi ona zostać wpisana przez jej autora do księgi ewidencyjnej, nawet jeśli dotyczy zabytku, którego wartość jest niższa niż 10 tysięcy złotych.
Założenie księgi ewidencyjnej jest jednak możliwe przez każdy podmiot, który zajmuje się obrotem zabytkami lub nawet okazyjnym obrotem. Prowadzenie ksiąg ewidencyjnych może pomóc w uniknięciu ewentualnych wątpliwości co do pochodzenia posiadanych zabytków.

## Forma dokumentu
Wytyczne dotyczące sposobu wykonania oraz wzór księgi ewidencyjnej również zostały uwzględnione w rozporządzeniu z 5 grudnia 2017 r. Wymogi formalne, które musi spełniać księga ewidencyjna to format A4 i trwały sposób wykonania, czyli taki, który pozwoli osobie odpowiedzialnej na użytkowanie jej przez cały okres prowadzonej działalności. Strony księgi powinny być ponumerowane i zabezpieczone przed możliwością ich usunięcia lub wymiany. Numeracji podlegają także fotografie oraz dokumenty dołączane do księgi w postaci załączników. Załączniki umieszcza się w oddzielnym zbiorze, w którym każdemu z nich należy przypisać własny numer porządkowy.
Niezbędne elementy
Księgę ewidencyjną rozpoczyna strona tytułowa, na której znajduje się numer ewidencyjny księgi, nadany przez wojewódzkiego konserwatora zabytków, a także informacje dotyczące liczby stron, podmiotu prowadzącego księgę oraz także organu ewidencjonującego. Wpisy do księgi obejmują zasadniczo cztery części. Pierwsza zawiera informacje o zabytku lub ekspertyzie. Na drugą część składają się informacje dotyczące nabycia lub przyjęcia zabytku w komis, natomiast trzecia część to informacje dotyczące zbycia zabytku. Ostatnia część księgi zawiera wykaz załączników, którymi są przeważnie fotografie i dokumenty.
Załączniki
Wymogi dotyczące fotografii zostały przedstawione w następujący sposób. Zabytek na zdjęciu powinien być ukazany całościowo, z uwzględnieniem jego faktycznego stanu zachowania, cech charakterystycznych oraz ewentualnych uszkodzeń. Jakiekolwiek oznaczenia znajdujące się na zabytku – znaki, sygnatury, numery inwentarzowe – muszą zostać opisane w dodatkowym dokumencie. Fotografie należy wykonać w kolorze, w dobrej jakości, w minimalnym formacie 9 × 13 cm, a ich minimalna rozdzielczość powinna znajdować się w okolicach 300 dpi. Obiekt powinien zostać uchwycony na zdjęciu wraz z tłem. W przypadku obiektów wielopłaszczyznowych lub wieloelementowych wskazane jest wzbogacenie bazy fotograficznej o pozycje ukazujące dzieło z różnych perspektyw.
Oprócz fotografii zabytku oraz kopii lub odpisu ekspertyzy, niezbędnym załącznikiem jest oświadczenie zbywcy określające miejsce pochodzenia zabytku, sposób nabycia, a także odpis faktury lub jakiegokolwiek innego dokumentu poświadczającego zbycie zabytku. Dokumenty dołącza się, aby potwierdzić autentyczność obiektu i zagwarantować, że nie posiada on wad prawnych. Prowadzący księgę musi zapewnić o legalności pochodzenia dzieła oraz o tym, że nie przekroczyło ono granic Unii Europejskiej lub państwa trzeciego w sposób niedozwolony. Zabytki zakupione poza obszarami Unii Europejskiej muszą posiadać w załącznikach do księgi odpowiedni dokument poświadczający nabycie zabytku, jego cenę oraz potwierdzenie dopuszczenia do obrotu.

## Prowadzenie księgi ewidencyjnej i dokonywanie wpisów
Osobą uprawnioną do dokonywania wpisów w księdze ewidencyjnej jest każda osoba uprawniona do reprezentowania podmiotu prowadzącego księgę ewidencyjną lub osoba przez nią do tego upoważniona poprzez wskazanie jej na pierwszej stronie księgi. Wpis do księgi ewidencyjnej powinien zostać dokonany przez podmiot zobowiązany do jej prowadzenia w ciągu 3 dni od dnia, w którym nastąpiło zdarzenie warunkujące wpis. Księga ewidencyjna musi być przechowywana przez cały okres działalności podmiotu, a po jej zakończeniu należy przekazać ją do właściwego archiwum państwowego.

## Konsekwencje wynikające z braku prowadzenia księgi ewidencyjnej
Wraz z nowelizacją ustawy o ochronie zabytków i opiece nad zabytkami, 6 grudnia 2017 r. wszedł w życie art. 119a powyższej ustawy, stanowiący, iż „kto wbrew ciążącemu na nim obowiązkowi nie prowadzi księgi ewidencyjnej albo prowadzi ją w sposób nierzetelny lub niezgodny z prawdą podlega karze grzywny.”. Tym samym w obecnym stanie prawnym będzie mogła ona wynosić maksymalnie 5 tysięcy złotych.